# Alfred Wiedemann (Ägyptologe)

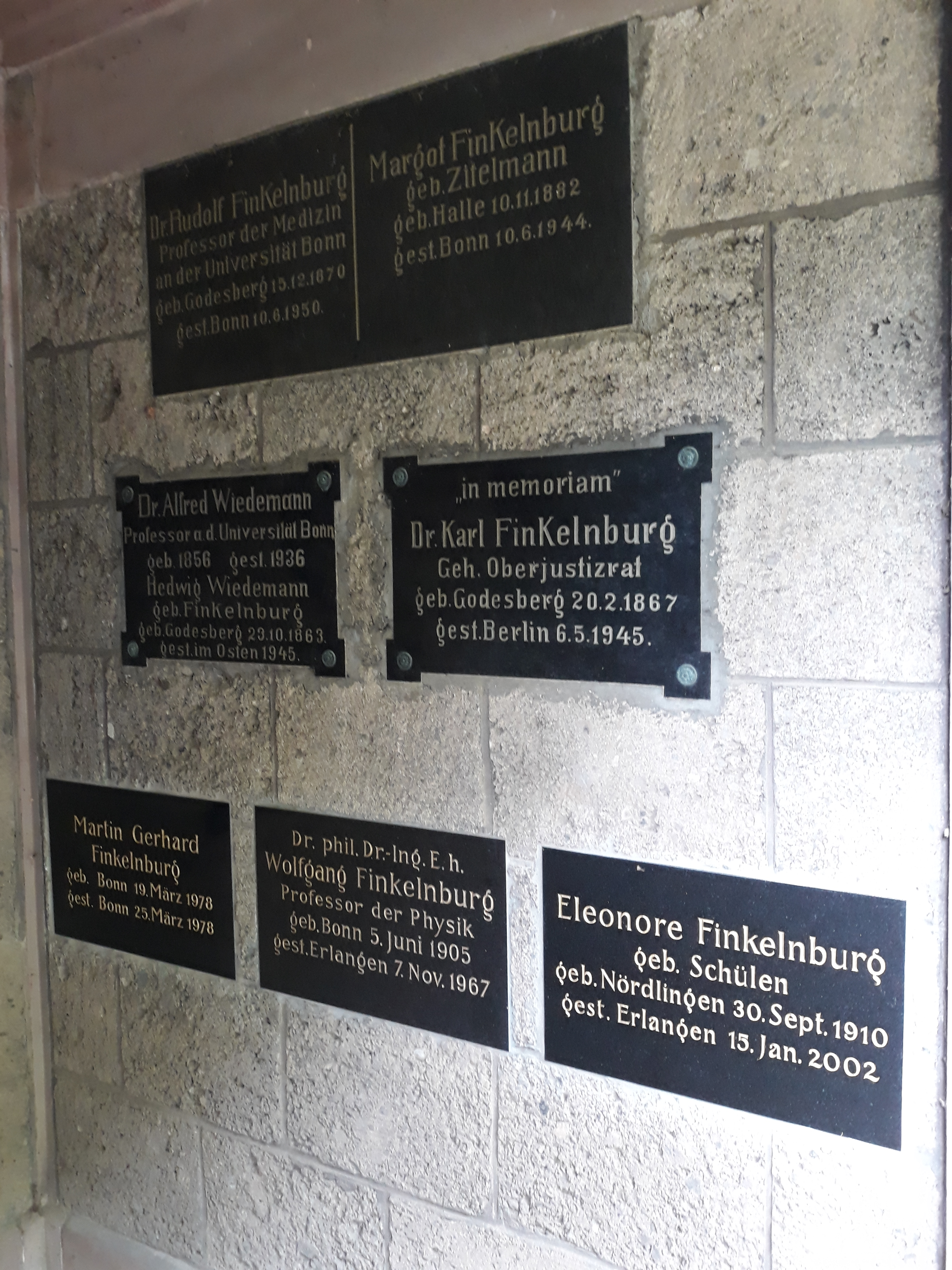
Das Grab des deutschen Ägyptologen Alfred Wiedemann mit Gedenktafel für seine Ehefrau Hedwig geborene Finkelnburg (mittlere Reihe links) im Mausoleum Finkelnburg auf dem Burgfriedhof Bad Godesberg in Bonn

Alfred Wiedemann (* 18. Juli 1856 in Berlin; † 7. Dezember 1936 in Bad Godesberg) war ein deutscher Ägyptologe.

## Leben
Alfred Wiedemann war der Sohn des Physikers Gustav Heinrich Wiedemann und der jüngere Bruder von Eilhard Wiedemann, der ebenfalls Professor für Physik wurde. Verheiratet war er seit 1885 mit Hedwig Finkelnburg (1863–1945), Tochter des Bonner Psychiatrie-Professors Carl Maria Finkelnburg. Die Eheleute hatten zwei Kinder: Hans-Erich Wiedemann, gefallen im Ersten Weltkrieg und Gudrun, verheiratete Seitz.
Nach dem Besuch des Gymnasiums in Leipzig studierte Alfred Wiedemann an den Universitäten Leipzig, Berlin, Paris und Tübingen Ägyptologie und Alte Geschichte. Er wurde am 30. Oktober 1878 in Leipzig zum Dr. phil. promoviert. Am 27. Oktober 1882 habilitierte er sich an der Universität Bonn und erhielt die Lehrberechtigung für Ägyptologie und altorientalische Geschichte. Er wurde am 4. Dezember 1891 zum außerordentlichen Professor und am 26. Juli 1920 zum ordentlichen Professor ernannt. 1924 erfolgte seine Emeritierung.
Wiedemann war auch als Heimatforscher bekannt. Er verfasste mit finanzieller Unterstützung des Vereins für Heimatpflege und Heimatgeschichte Bad Godesberg ein Standardwerk zur Geschichte Godesbergs. Nach ihm wurde im Godesberger Ortsteil Rüngsdorf eine Straße benannt.
Wiedemann wurde auf dem Burgfriedhof in Bad Godesberg beigesetzt.

## Veröffentlichungen (Auswahl)
- Ägyptische Geschichte (= Handbücher der alten Geschichte. 1: Ägyptische Geschichte.). 3 Bände. Perthes, Gotha 1884–1888;
  - Abteilung 1: Von den ältesten Zeiten bis zum Tode Tutmes’ III. 1884 (Digitalisat);
  - Band 2: Von dem Tode Tutmes’ III. bis auf Alexander den Großen. 1884 (Digitalisat);
  - Supplement. 1888, (Digitalisat).
- Herodots Zweites Buch. Mit sachlichen Erläuterungen. Teubner, Leipzig 1890.
- Die Religion der alten Ägypter (= Darstellungen aus dem Gebiete der nichtchristlichen Religionsgeschichte. 3, ZDB-ID 521545-6). Aschendorff, Münster 1890, (Digitalisat).
- Die Toten und ihre Reiche im Glauben der alten Ägypter (= Der Alte Orient 2. Jahrgang, Heft 2, ZDB-ID 513421-3). Hinrichs, Leipzig 1900, (Digitalisat).
- Die Unterhaltungslitteratur der alten Ägypter (= Der Alte Orient. Jahrgang 3, Heft 4). Hinrichs, Leipzig 1902.
- Magie und Zauberei im alten Ägypten (= Der Alte Orient. Jahrgang 6, Heft 4). Hinrichs, Leipzig 1905.
- Mumie als Heilmittel in: Zeitschrift des Vereins für rheinische und westfälische Volkskunde. 1906, S. 1–38 (Digitalisat).
- Die Amulette der alten Ägypter (= Der Alte Orient. Jahrgang 12, Heft 1). Hinrichs, Leipzig 1910 (Digitalisat).
- Der Tierkult der alten Ägypter (= Der Alte Orient. Jahrgang 14, Heft 1). Hinrichs, Leipzig 1912 (Digitalisat).
- Geschichte Godesbergs und seiner Umgebung. Rhenania-Verlag, Godesberg 1920.
- Das Alte Ägypten. Carl Winter, Heidelberg 1920 (Kulturgeschichtliche Bibliothek, Reihe I (Ethnologische Bibliothek), Band 2) (Digitalisat).